# Reinaldo Azambuja
Pour les articles homonymes, voir Azambuja (homonymie).
Reinaldo Azambuja, né le 13 mai 1963, est un agriculteur et homme politique brésilien, affilié au Parti social-démocrate brésilien, a été gouverneur du Mato Grosso do Sul entre 2015 et 2022.,,,

## Biographie
Né à Campo Grande, comme Reinaldo Azambuja Silva, fils de Zulmira Azambuja Silva et Roberto de Oliveira Silva, aujourd'hui décédé, Reinaldo Azambuja a commencé des études d'administration des affaires à l'Université catholique Dom Bosco, dans sa ville natale, mais a abandonné la même année, en 1982, surpris par la décès de son père et contraint de reprendre l'exploitation agricole familiale. Il a déménagé à Maracaju, dans l'intérieur de l'état, après avoir atteint ses 18 ans et s'est marié avec Fátima Silva une année après la mort de son père. Reinaldo a trois enfants : Thiago, Rafael et Rodrigo.

## Gouverneur du Mato Grosso do Sul
Lors des élections au Mato Grosso do Sul en 2014, il se présente comme gouverneur sur un ticket avec la conseillère de Campo Grande, Rose Modesto (PSDB). En concurrence avec l'ancien maire de Campo Grande, Nelson Trad Filho puis sénateur Delcídio Amaral. Azambuja arrive à la deuxième place au premier tour, et est élu gouverneur au second tour avec 55,34 % des voix contre le candidat Delcídio Amaral.
Lors des élections d'État de 2018, Azambuja se représenté au gouvernement de l'État. Comme adjoint, l'ancien maire de Dourados et ancien vice-gouverneur Murilo Zauith (DEM) est nommé.